# Oscar Juvenil

Bobby Driscoll recebendo o Óscar Juvenil de Donald O'Connor em 1950

O Academy Juvenile Award, também conhecido como o Oscar Juvenil, foi um Oscar honorário concedido, a critério do Conselho de Governadores da Academia de Artes e Ciências Cinematográficas, de reconhecer especificamente artistas jovens com idade inferior a dezoito anos por sua "excepcional contribuições para o entretenimento na tela". 
O troféu em si foi uma estatueta do Oscar em miniatura, que tinha cerca de sete centímetros de altura.   A honra foi concedida pela primeira vez pela Academia em 1935, a Shirley Temple, que tinha apenas seis anos de idade pelo seu trabalho no ano de 1934. O prêmio continuou a ser apresentado de forma intermitente ao longo dos próximos 25 anos, até 1961, quando Hayley Mills de 12 anos, tornou-se a última destinatária a receber a estatueta por seu papel em Pollyanna. 

## História
Os prêmios da Academia, primeiramente apresentados em 16 de maio de 1929, originalmente não apresentava um prêmio especial para os atores juvenis. O primeiro ator infantil a ser nomeado para um Oscar foi Jackie Cooper, aos nove anos de idade, que foi indicado á Melhor Ator em 1931 pelo seu trabalho no filme Skippy, mas perdeu naquele ano para Lionel Barrymore. Reconhecendo que as crianças poderiam ser colocadas em uma desvantagem injusta com os eleitores da Academia, quando nomeadas ao lado de adultos nas categorias de Melhor Ator/Atriz, e como nenhuma categoria de Melhor Ator Coadjuvante/Atriz ainda tendo sido estabelecido, a Academia viu a necessidade de criar um honorário "Prêmio Especial", especificamente para reconhecer jovens com idade inferior a dezoito anos por seu trabalho no cinema.
Em 27 de fevereiro de 1935, a sétima cerimônia do Oscar para honrar os filmes do ano de 1934, tornou-se a primeira cerimônia do Oscar de atribuição do Prêmio Especial juvenil.  Apelidada de "Oscarette" por Bob Hope, em 1945,  a própria estatueta foi um Oscar em miniatura, retratando uma imagem Art déco de um cavaleiro segurando uma espada cruzadas e de pé sobre o rolo de um filme. De aproximadamente ½ do tamanho de sua contraparte em tamanho real, este raro troféu permaneceu um protótipo para a estatueta em toda a história do prêmio, com apenas relativamente pequenas modificações em sua base ao longo do tempo.  
Após a primeira a ser apresentada em 1935, o Prêmio Especial juvenil continuou a ser apresentado de forma intermitente para um total de 12 jovens atores ao longo dos próximos 25 anos. No entanto, vários atores juvenis foram nomeadoS na categoria de Melhor Ator Coadjuvante/Atriz durante este tempo; Bonita Granville, com apenas 14 anos, foi nomeada á Melhor Atriz Coadjuvante em 1936 por These Three. Outros três indicados foram: Brandon Dewilde, com 11 anos de idade, para Melhor Ator Coadjuvante em 1955 por Shane, Sal Mineo aos 17 anos, como melhor Ator Coadjuvante em 1955 por Rebel Without a Cause, e Patty McCormack aos 11 anos, como melhor Atriz Coadjuvante em 1956 por The Bad Seed, Todos perderam para os adultos em suas respectivas categorias.
Apresentado em 17 de abril de 1961, os 33º Prêmios da Academia que honrou os filmes do ano de 1960, seria a última cerimônia do Oscar para apresentar o Prêmio Honorário Juvenil. No ano seguinte, Patty Duke de 16 anos, estrelou The Miracle Worker e, em 1963, foi nomeada e ganhou o Oscar de Melhor Atriz Coadjuvante por seu trabalho no filme, tornando-se a atriz mais jovem na época a ganhar um Oscar de mérito e, pela primeira vez, provando que um jovem poderia vencer um adulto numa categoria competitiva. Deste ponto em diante, atores mirins foram reconhecidos nas mesmas categorias que os adultos.

## Lista de receptores do prêmio
| Honorados do Oscar Juvenil | Honorados do Oscar Juvenil | Honorados do Oscar Juvenil  | Honorados do Oscar Juvenil |
| Ano                        | Receptor                   | Idade na época da cerimônia | Honra |
| -------------------------- | -------------------------- | --------------------------- | --- |
| 1934 (7º)                  | Shirley Temple             | 6 anos e 310 dias           | Em grato reconhecimento da sua excepcional contribuição ao entretenimento na tela durante o ano de 1934.                                                                                |
| 1938 (11º)                 | Deanna Durbin              | 17 anos e 81 dias           | Por sua significativa contribuição em trazer para a tela o espírito e a personificação da juventude, e estabelecendo entre os atores juvenis um alto padrão de capacidade e realização. |
| 1938 (11º)                 | Mickey Rooney              | 18 anos e 153 dias          | Por sua significativa contribuição em trazer para a tela o espírito e a personificação da juventude, e estabelecendo entre os atores juvenis um alto padrão de capacidade e realização. |
| 1939 (12º)                 | Judy Garland               | 17 anos e 264 dias          | Por sua excelente performance como uma estrela juvenil durante o ano passado. |
| 1944 (17º)                 | Margaret O'Brien           | 8 anos e 59 dias            | Excelente atriz mirim de 1944. |
| 1945 (18º)                 | Peggy Ann Garner           | 14 anos e 32 dias           | Excelente atriz mirim de 1945. |
| 1946 (19º)                 | Claude Jarman, Jr.         | 12 anos e 167 dias          | Excelente atriz mirim de 1946. |
| 1948 (21º)                 | Ivan Jandl                 | 12 anos e 59 dias           | Por sua excelente atuação juvenil em 1948 como 'Karel Malik' em The Search. |
| 1949 (22º)                 | Bobby Driscoll             | 13 anos e 20 dias           | Excelente ator mirim de 1949. |
| 1954 (27º)                 | Jon Whiteley               | 10 anos e 39 dias           | Por excelente atuação juvenil em The Little Kidnappers. |
| 1954 (27º)                 | Vincent Winter             | 7 anos e 91 dias            | Por excelente atuação juvenil em The Little Kidnappers. |
| 1960 (33º)                 | Hayley Mills               | 14 anos e 364 dias          | Por Pollyanna, a melhor performance juvenil durante 1960. |